# A ciascuno il suo (romanzo)
A ciascuno il suo è un romanzo giallo di Leonardo Sciascia pubblicato per la prima volta nel 1966 dalla casa editrice Einaudi. È il secondo romanzo poliziesco di Sciascia ed è ispirato all'assassinio del commissario di pubblica sicurezza di Agrigento Cataldo Tandoy (1923).
Il titolo è la traduzione dell'espressione latina, stampata sul retro della lettera minatoria che compare nel racconto ed elemento rilevante per l'indagine.

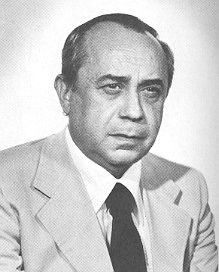
Leonardo Sciascia

## Trama
In una calda estate del 1964, in un piccolo borgo dell'entroterra siciliano, il farmacista del paese, tale Manno, riceve una lettera minatoria riportante un messaggio di morte. L'uomo, benvoluto da tutti i compaesani ed estraneo alla politica, aveva un'unica passione: la caccia. Incoraggiato anche dagli amici nell'ipotesi che si tratti di una burla, non dà peso alla lettera e viene tragicamente ucciso insieme all'amico, il dottor Roscio, durante una battuta di caccia.
Gli inquirenti ipotizzano che il movente dell'assassino sia stata la presunta relazione di Manno con una frequentatrice della farmacia, ma questa pista si rivela sbagliata. Solo il professore Laurana, quasi ossessionato dall'omicidio, è l'unico a cogliere la pista giusta, avendo notato una parola stampata sul retro delle lettere di giornale utilizzate per la composizione della minatoria: unicuique; tale parola trattasi d'un motto latino che apre la prima pagina de L'Osservatore Romano, il quotidiano della Città del Vaticano, che ricevono solo due persone in paese: il parroco di Sant'Anna e l'Arciprete. Laurana, recandosi prima da uno e poi dall'altro per approfondire la cosa, intuisce che il vero bersaglio degli assassini del farmacista Manno era in realtà il dottor Roscio, e che perciò il farmacista era servito solamente come specchietto per le allodole.
Si reca dunque dalla vedova e dal padre di Roscio e trova infine la soluzione del delitto: il dottor Roscio aveva scoperto la relazione che sua moglie, Luisa, aveva con il proprio cugino, l'avvocato Rosello, e che ormai continuava da anni. Proprio a causa d'un ultimatum che il dottor Roscio aveva lanciato all'arciprete Rosello, in cui se il nipote non avesse troncato la tresca con la cugina il dottore avrebbe pubblicato dei documenti compromettenti in cui erano riportati tutti i suoi numerosi intrallazzi con faccendieri e politici corrotti, l'avvocato reagisce facendolo uccidere da un sicario. Dell'agguato rimane vittima innocente anche il farmacista Manno.
Laurana, che inizialmente si propone di tenere per sé i risultati della sua indagine, continuando per la sua strada, viene però sedotto ed ingannato dalla bella Luisa che, in accordo con il cugino, vuole liberarsi della pericolosa testimonianza che egli potrebbe costituire se lasciato in libertà. Mentre il corpo del professor Laurana giace in una zolfara, Rosello e la vedova Roscio si fidanzano ufficialmente, rendendo dunque evidente che erano stati proprio la bella Luisa e il cugino a liberarsi del dottore per poter felicemente vivere insieme.

## Personaggi

### Personaggi principali
- Paolo Laurana, professore di italiano e latino presso un liceo classico.
- Manno, farmacista che riceve una lettera anonima in cui viene minacciato di morte.
- Dott. Roscio, compagno di caccia e amico di Manno.
- Avv. Rosello, avvocato del paese, nipote dell'arciprete, innamorato di Luisa Roscio
- Luisa Roscio, vedova del Dott. Roscio.

### Personaggi secondari
- Don Luigi Corvaia, parroco di Sant'Anna e amico del farmacista Manno, è una delle due persone che ricevono l'Osservatore Romano in paese.
- Arciprete Rosello, zio di Luisa e dell'avvocato Rosello.
- Spanò Teresa, vedova del farmacista Manno.
- Salvaggio, colonnello in pensione, prende sempre le difese dell'Arma.
- mamma di Laurana
- deputato nazionale comunista.

## Filmografia
Dal romanzo venne tratto un film omonimo nel 1967, diretto da Elio Petri e sceneggiato da questi insieme a Ugo Pirro. Il film segna l'inizio del sodalizio artistico fra il regista Petri, lo sceneggiatore Pirro e Gian Maria Volonté, che v'interpreta il ruolo del professor Laurana, a cui seguiranno altri fortunati film nel corso degli anni settanta.

## Edizioni
- Leonardo Sciascia, A ciascuno il suo, collana I Coralli, Einaudi, 1966.
- Leonardo Sciascia, A ciascuno il suo, collana Nuovi Coralli, 2ª ed., Einaudi, 1971.
- Leonardo Sciascia, A ciascuno il suo, collana Fabula, 3ª ed., Adelphi, 1988, ISBN 88-459-0288-9.
- Leonardo Sciascia, A ciascuno il suo, collana Gli Adelphi, 4ª ed., Adelphi, 2000, ISBN 88-459-1514-X.